# Соціалістична партія Латвії
Соціалістична партія Латвії (латис. Latvijas Sociālistiskā partija, LSP рос. Социалистическая партия Латвии, СПЛ) — латвійська ліва політична партія, заснована 1994 року. Представлена в парламенті 4 депутатами. Голова — Альфред Рубікс. Входить в об'єднання «Центр злагоди»; критично ставиться до членства країни в ЄС і НАТО. Керівні органи — Політрада та його Бюро. Символ — червона гвоздика.

## Історія
Витоки Соціалістичної партії Латвії лежать у фракції «Рівноправність» Верховної Ради Латвійської Республіки, обраного в 1990 році. У 1993 році на виборах в П'ятий Сейм список «Рівноправність» отримав сім депутатських мандатів. Депутатом був обраний і знаходився у в'язниці А. Рубікс, колишній мер Риги, перший секретар Комуністичної партії Латвії з квітня 1990. Головою фракції «Рівноправність» в П'ятому Сеймі став Філіп Строганов. Після виборів П'ятого Сейму в законодавство були внесені зміни, згідно з якими у виборах могли брати участь тільки партійні списки.
Тому в січні 1994 року на базі руху «Рівноправність» була створена Соціалістична партія Латвії. Її головою став Філіп Строганов. За списком Соціалістичної партії в 1994 році були обрані чотири депутати Ризької думи, кілька депутатів самоврядувань міст Латгалії, а в 1995 році п'ять депутатів Шостого Сейму Латвії. До того часу між активістами руху «Рівноправність» і лідерами Соціалістичної партії з'явилися ідеологічні й тактичні розбіжності, і після виборів Шостого Сейму відбувся поділ. З того моменту три депутати представляли інтереси марксистської Соціалістичної партії, а двоє інтереси руху «Рівноправність». У 1997 році, на виборах в Ризьку думу, список Соціалістичної партії отримав одне місце.
На виборах у Сьомий Сейм в 1998 році, у Восьмий Сейм в 2002 і Ризьку думу в 2001 році, Соціалістична партія брала участь у складі об'єднання ЗаПЧЕЛ. У Сьомому Сеймі соціалісти отримали чотири депутатські місця, у Восьмому Сеймі п'ять, в Ризькій думі одне.
У 2003 році, незабаром після виходу Партії народної злагоди зі ЗаПЧЕЛ, з цього об'єднання вийшла і Соціалістична партія. Проте ряд її членів, включаючи депутата Сейму Миколу Кабанова, вирішили залишитися в ЗаПЧЕЛ. Вони вийшли з СПЛ і взяли участь у створенні партії BITE.
Після невдачі на виборах до Європарламенту, на виборах в Ризьку думу 12 березня 2005 партія брала участь в союзі з блоком «Батіківщина». Блок «Батьківщина»-СПЛ на виборах в Ризьку думу отримав 8 мандатів, з них у Соціалістичної партії 3 (у тому числі лідер списку — син голови партії Артур Рубікс). Після виборів Соцпартія увійшла до об'єднання «Центр Злагоди». З 1999 року головою партії є Альфред Рубікс, випущений з в'язниці в листопаді 1997 року, але не має права бути обраним до Сейму або самоврядування.
Партія ніколи не була при владі в Латвії. У Ризі вона брала участь у правлячій коаліції в 2001-2005 і з 2009 року; у скликанні 2005-2009 років з деяких питань підтримувала праве керівництво Ризької думи, зберігши таким чином отриманий за минулої думі пост виконавчого директора Латгальского передмістя (пізніше перейшов до LPP/LC). У 2006 році чотири соціаліста були обрані депутатами Сейму за списком Центру Злагоди.
До 1999 року найбільш близький партії був тижневик «Будні»; до 2001 року дружня була і щоденна газета «Панорама Латвії». З 2003 до 2006 року партія регулярно видавала щомісячні газети «Соціаліст Латвії» і «Latvijas Sociālists». У 2009 році лідер партії А. Рубікс обраний депутатом Європарламенту за списком Центру злагоди.
СПЛ популярнішою серед російськомовного населення Латвії. Вона приділяє особливу увагу питанням, які важливі для етнічних росіян, таких як мова і закони про громадянство. Партія також вважає, що латвійське громадянство повинно бути надано всім громадянам СРСР, які проживали в Латвії до 1990 року.